# Белое озеро (Ровненская область)
Белое озеро — озеро карстового происхождения в Варашском районе Ровненской области, около села Рудка. Длина 3 км, ширина до 3 км. Площадь поверхности — 4,53 км². Берега низкие, песчаные. Питается преимущественно подземными источниками. Прозрачность воды около 2 метров. Значительное содержание глицерина (6.37 мг/л) и других веществ (фосфора, сероводорода). Дно озера пологое, песчаное. Берега местами заросли осокой и камышом. Водятся окунь, щука, линь, угорь. Колонии бобра и ондатры. На берегах гнездятся дикие утки и гуси. У озера расположена турбаза «Радуга». Белое озеро входит в состав Белоозерского заказника.
В 2013 году Белое озеро и болото Коза-Березина были включены в перечень водно-болотных угодий международного значения, подпадающих под действие Рамсарской конвенции.

## Вид озера с высоты птичьего полета

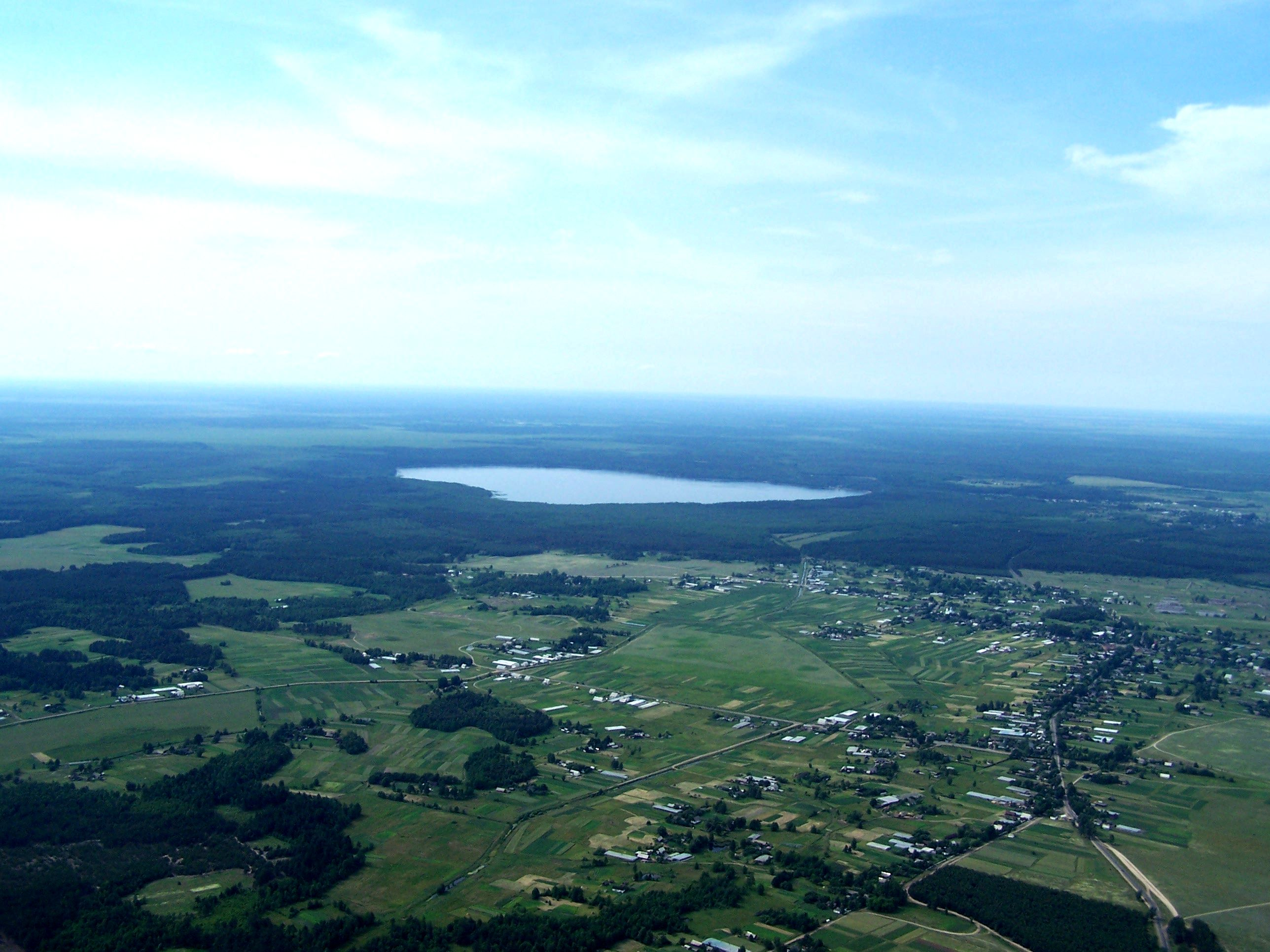